# 卵蛸
卵蛸（学名：Octopus ovulum）属章鱼目章鱼科章鱼属，主要分布于中国大陆，常栖息在水深数十米的浅海。